# درختان (مجموعه)
درختان عنوان مجموعه‌ای هنری اثر سهراب سپهری، نقاش و شاعر نامدار ایرانی، است که مضمون اصلی کارها در آن، تصویرهای ساقه‌ها و کنده‌های درختان روستایی است. این مجموعه از جمله نامدارترین مجموعه‌های هنری در ایران به شمار می‌رود و تعدادی تابلو از آن تاکنون به بالاترین نرخ‌های پیشنهادی در تاریخ هنر معاصر ایران به فروش رسیده‌اند.

## تاریخچه

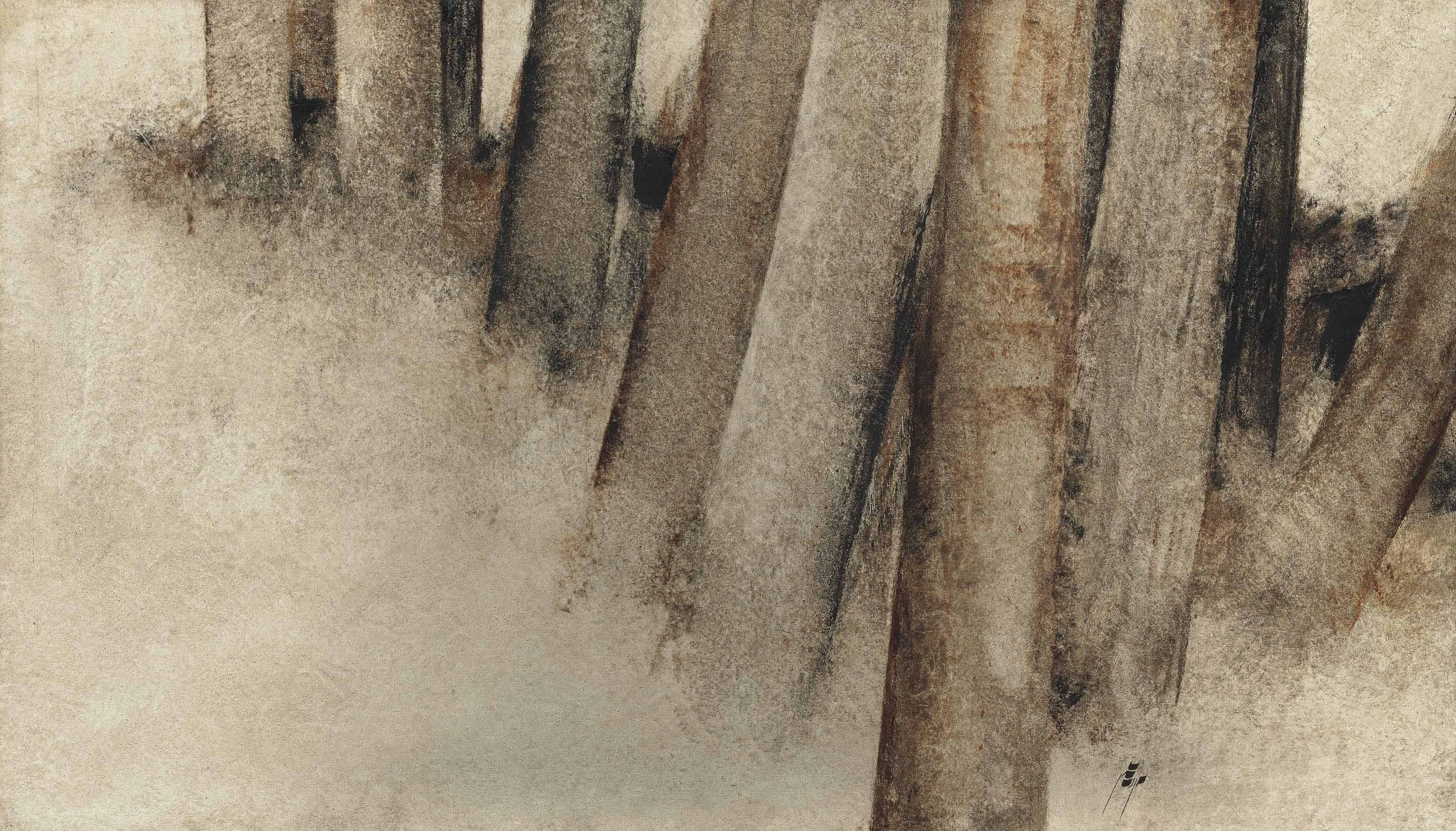
بدون عنوان، اثری از مجموعهٔ درختان

در میان سال‌های ۱۳۳۹ تا ۱۳۴۲، سهراب سپهری سفرهایی به کشورهای شرق آسیا، از جمله چین، ژاپن، و هند داشت. این سفرها او را با اندیشه عرفانی ذن هر چه بیشتر آشنا کردند؛ اندیشه‌های عرفانی که زیبایی را در فرمی مینیمالیستی و ساده‌گرا تعریف می‌کردند. با سفر به توکیو و آشنایی با تکنیک‌های چاپ ژاپنی، سپهری دست به خلق آثاری مینیمالیست با مداد کشید که نمایشگر درختانی با رنگ‌های خاکی چون قهوه‌ای و اخرایی و سایه‌قلم‌های مشکی می‌شدند. سنگ‌های ساده و بی‌آلایش وی نوعی شاعرانگی عرفانی در خود دارند که تلاش وی را در بازگشت به ریشه‌های کویری خود در کاشان به نمایش می‌گذارند.

## در بازار هنر
نقاشی‌های مجموعه درختان از جمله پرفروش‌ترین آثار هنر معاصر در ایران بوده‌اند. در سال ۱۳۹۴ خورشیدی (۲۰۱۵ میلادی)، یکی از نقاشی‌های این مجموعه به قیمت ۲ میلیارد و ۸۰۰ میلیون تومان رکورد فروش تابلوهای هنری در ایران را شکاند. همچنین، تابلویی از این مجموعه که در سال ۱۹۷۰ میلادی کشیده شده بود در سال ۲۰۱۱ میلادی در حراجی ساتبی به بالاترین قیمت پرداخته شده در آن حراج، به ۳۲۰ هزار پوند فروخته شد.